# Don Fleming

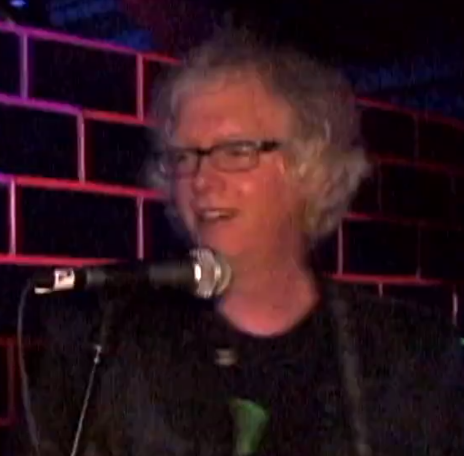
Fleming em 2009

Donald Gene Fleming (25 de setembro de 1957) conhecido como Don Fleming, é um multi-instrumentista, vocalista e produtor musical norte-americano, nascido na cidade de Valdosta, Estado da Geórgia, nos Estados Unidos.
Foi um membro fixo das bandas Velvet Monkeys e Gumball. Teve ainda passagens e colaborações como músico em outros projetos, como  B.A.L.L., Dinosaur Jr, Citizen 23, Dim Stars, Foot, Idlewild, Stinky Puffs, Stroke Band,, Sub Primal Cuts, The Telephones, The Backbeat Band, To Live And Shave In L.A., Wylde Ratttz, entre outros.
Começou sua carreira oficialmente com a banda de rock alternativo The Velvet Monkeys, cujo laçamento do primeiro álbum, Everything is right, se deu em 1982. Fleming tournou-se célebre anos mais tarde como produtor musical, tendo participado ativamente na produção de discos considerados como clássicos do rock alternativo da década de 90, como Goo (Sonic Youth) e Bandwagonesque (Teenage Fanclub), entre outros, tendo eventualmente tocado guitarras ou executado vocais de apoio em alguns destes.
Fleming é casado com Margaret Brodde, com quem tem dois filhos.

## Discografia como músico
Além dos álbuns que gravou com as bandas Velvet Monkeys, B.A.L.L. e Gumball, Fleming dedicou-se como músico à inúmeros outros projetos.

### Solo
- Because Tomorrow Comes, 3
- jojo ASS RUNne CD (tocou todos os instrumentos e produziu) God Bless Records
- Because Tomorrow Comes, 7
- "Real Cool Time" / "What Can I Do?," Monopoly 12" Blue Vinyl Iridescence
- Don Fleming 4, Thick Syrup Records

### Com outras bandas
Foot
- Foot CD Godbless 10-98
- Jeg Gelder Meg Til Ur 2000 CD Compilação "Armageddon" Universal 99

Walter Sears
- Walter Sears - Fringe Benefits, 1999

Gravy
- Gravy- After That It's All Gravy

Thurston Moore & Don Fleming
- Telstar 7" , Via Satellite Recordings 4/97

The Backbeat Band
- Backbeat Music from the Motion Picture CD, LP, CS Virgin Records 94
- Please Mr. Postman CD-3 Virgin 94
- Money CD-3 Virgin 94

Idlewild
- Delicacy & Nourishment Vol. 3

Tom Smith/Don Fleming
- Gin Blossoms CD-5, 7" Seminal Twang 91

Dinosaur Jr
- Green Mind

Citizen 23
- No Room to Dance Compilation LP includes "American Neutron", Twilight Zone" Blue Wave 1980

Stroke Band
- Green and Yellow LP Abacus Records

## Discografia como produtor
A discografia de Flaming como produtor é extensa e inclui 136 títulos entre álbuns e singles. Destacam-se dentre estes os seguintes álbuns :
- Hole - Pretty On The Inside
- Teenage Fanclub - Bandwagonesque
- Screaming Trees - Sweet Oblivion
- Gumball - Revolution On Ice
- Sonic Youth - Goo
- Sonic Youth - A Thousand Leaves
- Sonic Youth - Sonic Nurse
- Sonic Youth - Rather Ripped
- Blind Zero - One Silent Accident